# Jean-Baptiste Michonis
 (janvier 2017).
Si vous disposez d'ouvrages ou d'articles de référence ou si vous connaissez des sites web de qualité traitant du thème abordé ici, merci de compléter l'article en donnant les références utiles à sa vérifiabilité et en les liant à la section « Notes et références ».
Jean-Baptiste Michonis (1735 - 1794). Limonadier. Membre de la Commune de Paris, inspecteur des prisons, administrateur de police, il participa au "complot de l'œillet". Il fut guillotiné le 29 prairial an II (17 juin 1794). Inhumé au cimetière de Picpus.